# Porte de Saint-Ouen (stanice metra v Paříži)

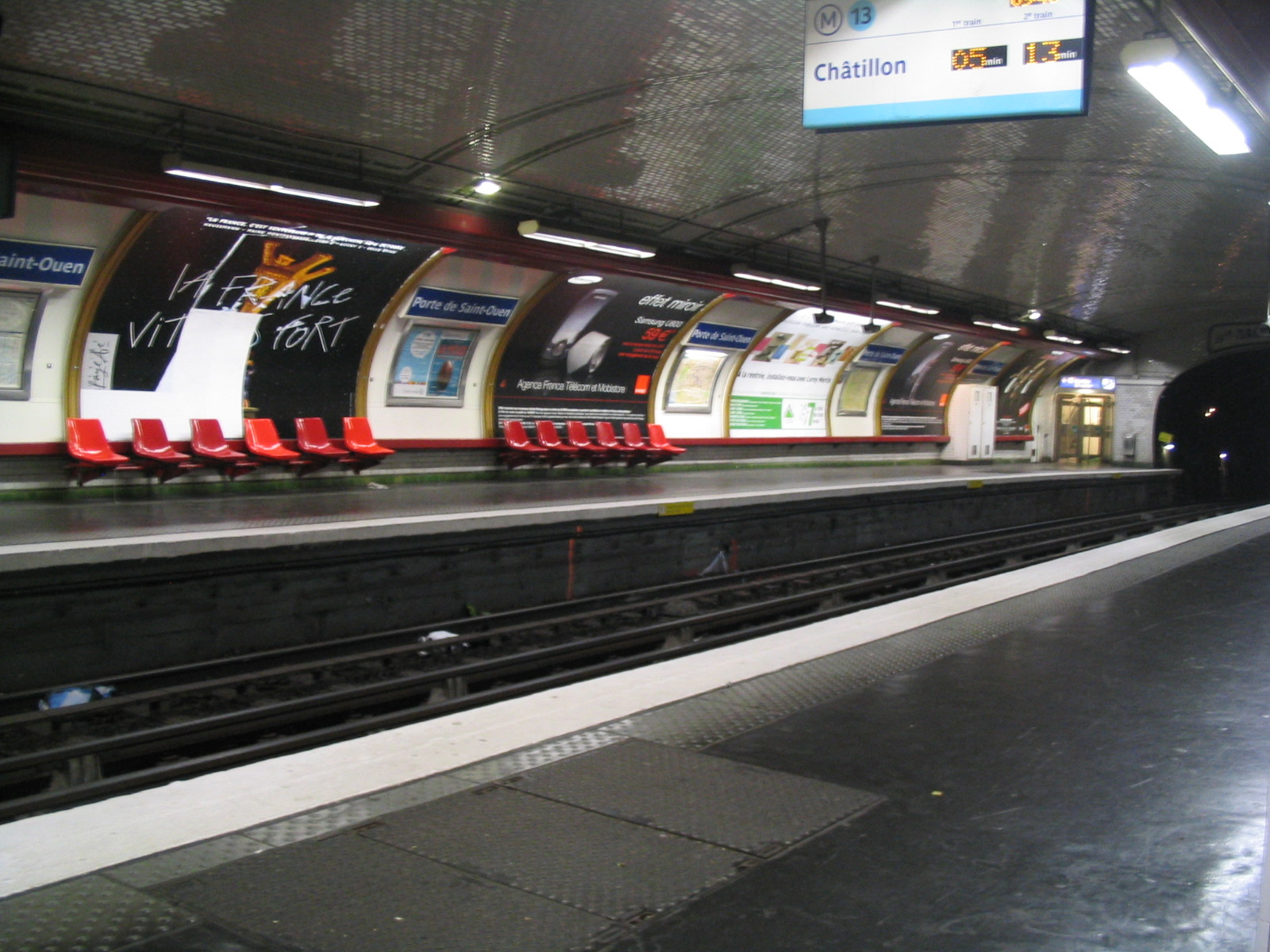
Nástupiště na stanici

Porte de Saint-Ouen je nepřestupní stanice pařížského metra na severovýchodní větvi linky 13. Leží na hranicích 17. a 18. obvodu v Paříži na křižovatce Avenue de Saint-Ouen a Boulevard Bessières.

## Historie
Stanice byla otevřena 26. února 1911 jako součást prvního úseku tehdejší linky B, kterou provozovala Compagnie Nord-Sud, a jejíž první úsek vedl ze stanice Saint-Lazare a ve stanici Porte de Saint-Ouen končil. Po sloučení se společností Compagnie du Métropolitain de Paris obdržela linka v roce 1931 číslo 13.
30. června 1952 přestala být stanice konečnou, neboť trať byla prodloužena dále do stanice Carrefour Pleyel.

## Název
Stanice byla pojmenována po bývalé městské bráně, která v těchto místech stála (porte = brána). Branou procházela silnice z Paříže do sousedního města Saint-Ouen.

## Vstupy
Stanice má po dvou schodištích na každé straně Avenue de Saint-Ouen u křižovatky s Boulevardem Bessières. Další východ je eskalátor v jižní části stanice vedoucí na Avenue de Saint-Ouen poblíž ulice Rue Leibniz. Tato stanice je jednou z mála, kde jezdící schody vedou z nástupiště přímo až na povrch.